# Henri de Lostanges

Wappen der Lostanges

Henri de Lostanges (* 13. Mai 1755 in Versailles; † 7. Juni 1807 in London), Marquis von Sainte-Alvère, war Offizier im royalistischen Regiment Mortemart und königlich-französischer Brigadegeneral in der Emigration.

## Herkunft
Adhémar-Henri, Marquis de Lostanges-de-Sainte-Alvère, Chevalier, Seigneur Marquis de Sainte-Alvère, de Montpezat et de Cadrieu, Saint-Projet et Reillac, Baron du Vigan, des Prés, de la Bouffie et de Longa, Seigneur de Sendrieux, Pressignac, Grand-Castang, Larue, Gardonne et Cazelles, etc., Grand-Sénéchal und Gouverneur von Quercy, war der 4. Marquis de Sainte-Alvère und offizieller Herr auf Sainte-Alvère von 1778 bis 1807. Er war der erstgeborene Sohn des Arnaud Louis Marie Stanislas, Marquis de Lostanges-Sainte-Alvère (* 3. September 1722; † 6. Februar 1769 in Paris) und dessen am 8. Mai 1754 geehelichter Gattin, Elisabeth Gallucio de L’Hospital (1737–1820), der Gesellschafterin der Prinzessin Adélaïde von Frankreich. Henris Vater war 1739 Rittmeister im Kavallerieregiment d'Anjou gewesen, wurde 1740 zum Chevalier des Ordre royal et militaire de Saint-Louis, dann im Januar 1748 zum Mestre de camp des Régiment Cuirassiers du Roi ernannt, am 5. November 1758 zum Brigadier des armées du Roi und am 20. Februar 1761 Maréchal de camp des armées befördert. Zudem war der Vater Premier écuyer der Madame Adélaïde von Frankreich. Henri selbst war als Seigneur von Sainte-Alvère jedoch der direkte Nachfolger seines Großvaters

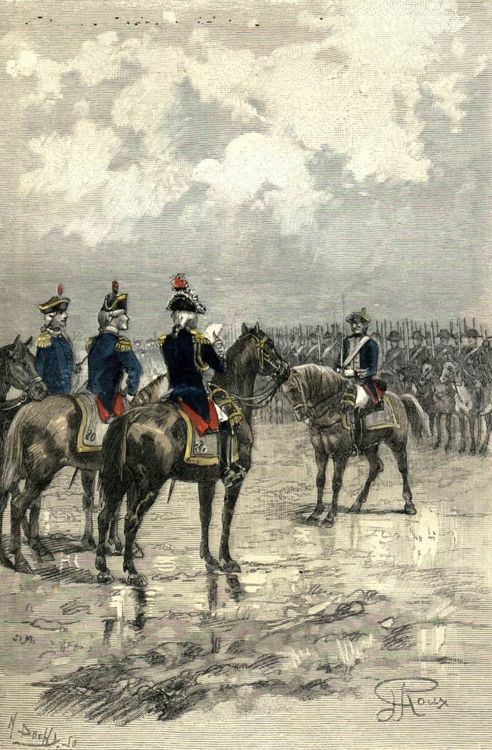
Régiment Royal-Picardie. Illustration von George Roux für Jules Vernes Roman Der Weg nach Frankreich

## Leben

### Frühe Laufbahn

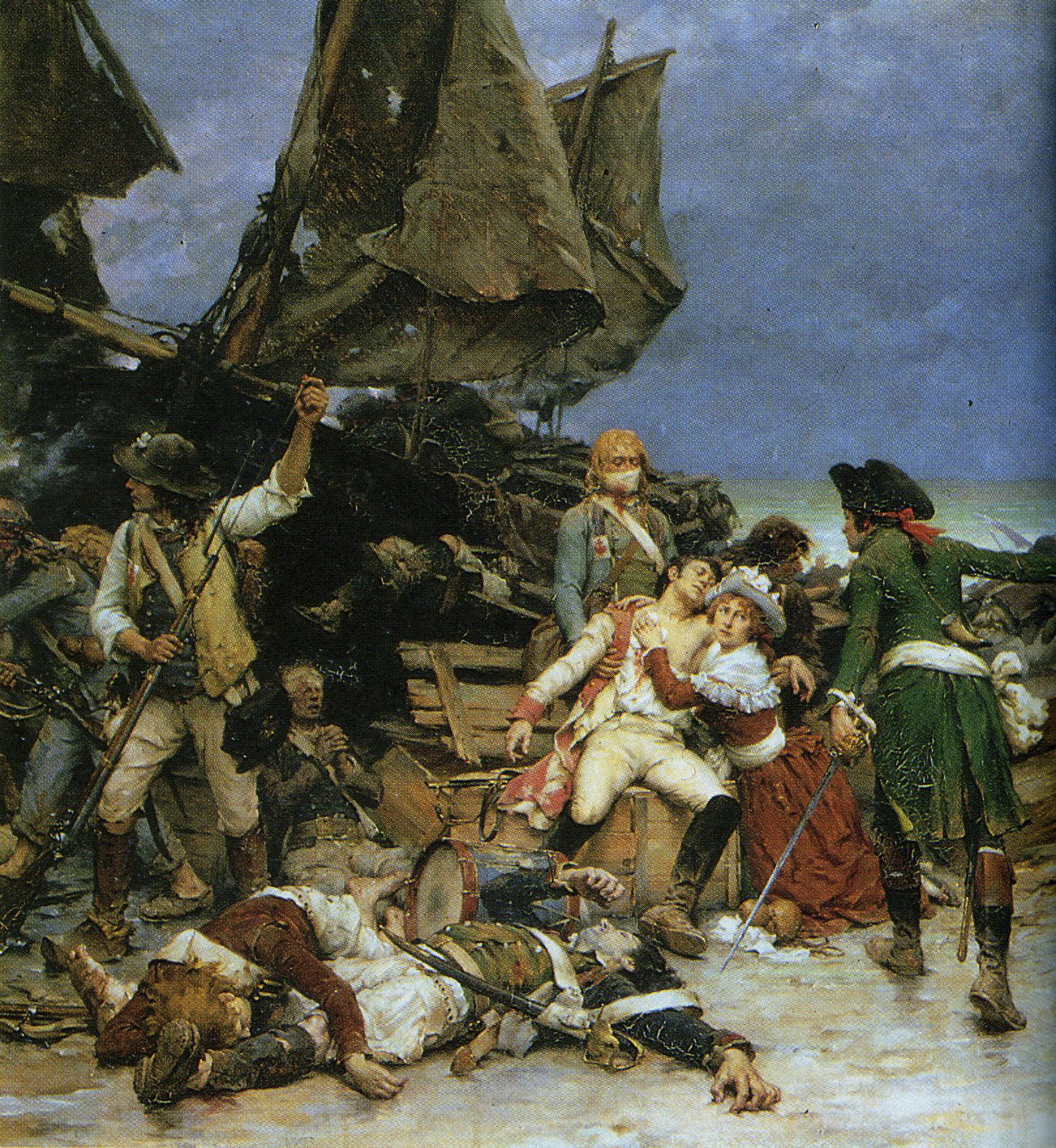
Flucht von Quiberon, 1795

Mit 18 Jahren trat er im Jahr 1772 als Leutnant in das Regiment Royal-Piémont ein, war dann Capitaine der Royales-Cravates 1778, Mestre-de-camp en second im Régiment de Durfort dragons 1780, und ab 10. März 1788 Colonel-commandant (Mestre de camp-lieutenant) des Régiment Royal-Picardie. Im Jahr 1789 wurde er zum Chevalier des Ordre royal et militaire de Saint-Louis ernannt, was er bis 1791 blieb.

### Dienst in der Armee der Emigranten
Am 8. September 1791 folgte Henris Auswanderung mit der Gattin und 3 Kindern nach London (Sein jüngerer Bruder Christophe Louis Arnaud Adhémar, Comte de Lostanges, war mit seiner Familie bereits im August 1791 nach England gelangt). Henri de Lostanges reiste dann über Tournai nach Namur, wo er mit den früheren Offizieren eine Kompanie Royal-Picardie neu formierte. An der Spitze dieser Formation nahm er 1792 an dem gescheiterten Feldzug der Armee der Prinzen teil. Danach zog er sich 1794 nach Düsseldorf zurück, wo er auf seine Familie traf. Dort hatten zahlreiche unglückliche Émigrés Zuflucht gefunden, und Henri wurde nach einem Empfehlungsschreiben des Baron de Roll als Capitaine des im Juli 1794 neu errichteten Émigrés-Regiment des Herzogs von Mortemart in britischem Sold eingestellt. Ab Ende Oktober ließ Henri seine Familie aus Köln anreisen und arrangierte deren sicheres Asyl für die nächsten sechs Jahre  im Residenzschloss Arolsen unter dem großmütigen Schutz des Prinzen von Waldeck. Die Familie war schon 1792 inmitten anderer Emigranten am Hofe des Kurfürsten in Koblenz dem König Friedrich Wilhelm II. (Preußen) vorgestellt worden, der den Namen Lostanges wegen des ehemals von Oberst Karl von Lostange († 1703) geführten preußischen Kürassierregiments wertschätzte und 1795 Anstellungen an drei Familienmitglieder, so einen Posten am Breslauer Domkapitel an einen Bruder Henris und zwei Posten als Kammerherr, veranlasste.

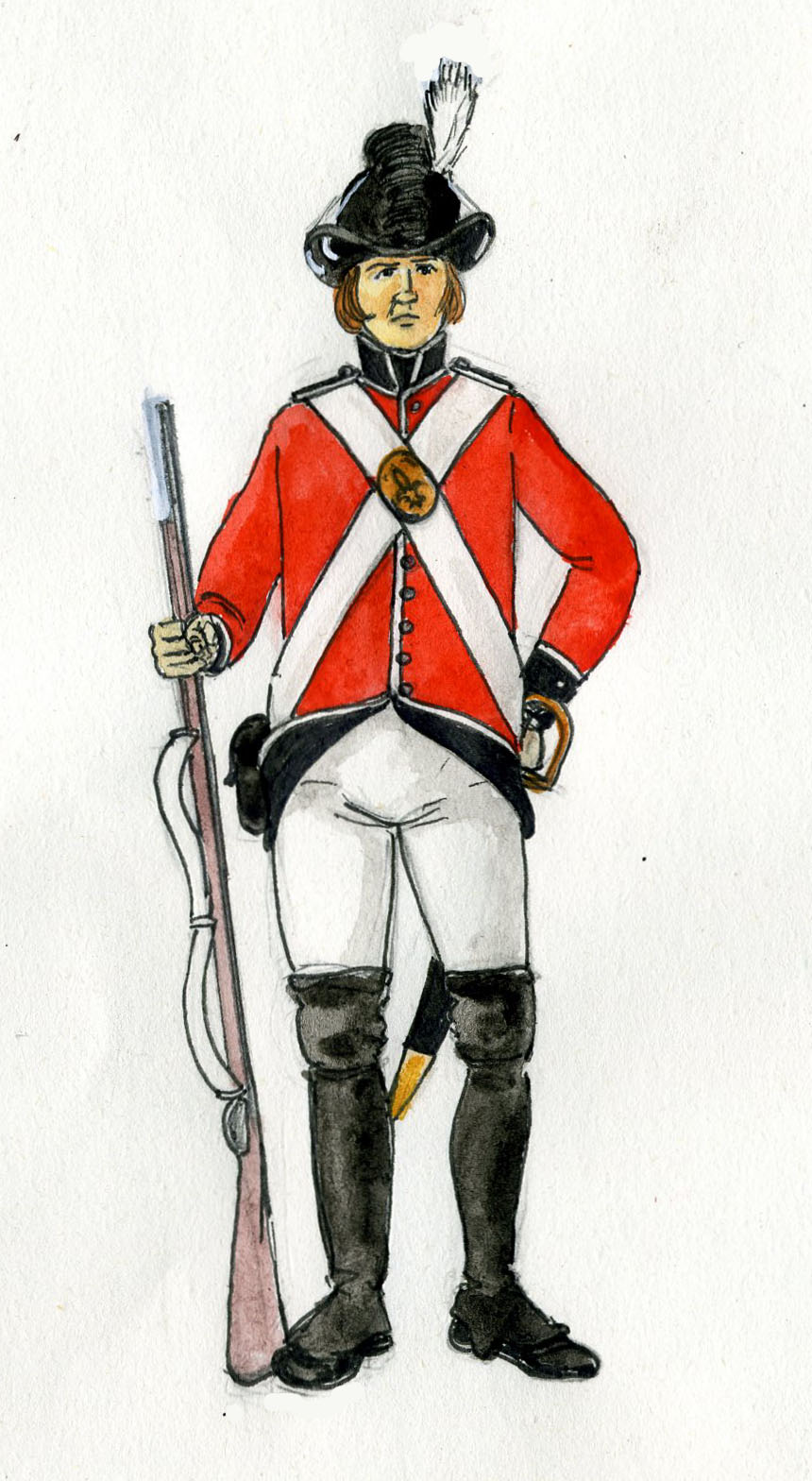
Regiment Mortemart

 Henri reiste 1795 nach Blomberg (Grafschaft Lippe) und wurde dort in das Regiment des Herzogs von Mortemart eingegliedert. Nach einigen von katastrophalen Niederlagen geprägten Monaten wurde dieses im Oktober von Stade aus nach England verschifft, war auf Transportschiffen in der Reede von Yarmouth, kam auf die Kanalinseln Jersey und Guernsey, und wurde sodann von Falmouth (Cornwall) aus nach Portugal verlegt, wo es ab 20. Februar 1797 die Besatzung im Fort São Julião an der Mündung des Tajo ergänzte. Dort erhielt Henri im selben Jahr das Patent zum Maréchal de camp (Général de Brigade) in der Emigration. Bis Juni 1802 war das Regiment in Portugal nacheinander in Lissabon, Sintra, Belém und erneut im Fort Saint-Julien im Einsatz, und wurde im Juli zurück nach Portsmouth transportiert und aufgelöst. Henri de Lostanges gelangte am 2. August 1802 nach Portsmouth und zog als Maréchal des camps et armées du Roi nach London, wo er bald erkrankte, 1807 starb und in St Pancras in the fields, County Middlesex beerdigt wurde. Seine Gattin war inzwischen mit ihrem Vater und ihren Kindern bereits am 4. Mai 1801 aus Deutschland ins napoleonische Frankreich zurückgekehrt.

## Familie
Henri hatte mit königlicher Genehmigung am 26. April 1785 in Versailles die Gräfin Adélaïde-Pauline-Constantine de Vintimille des Comtes de Marseille du Luc (1767–1825), Tochter des Marquis Charles Emmanuel Marie Magdelon de Vintimille, Comte du Luc (1741–1814), einem vermeintlichen illegitimen Sohn des Ludwig XV., geheiratet. Das Paar hatte folgende Nachfahren:

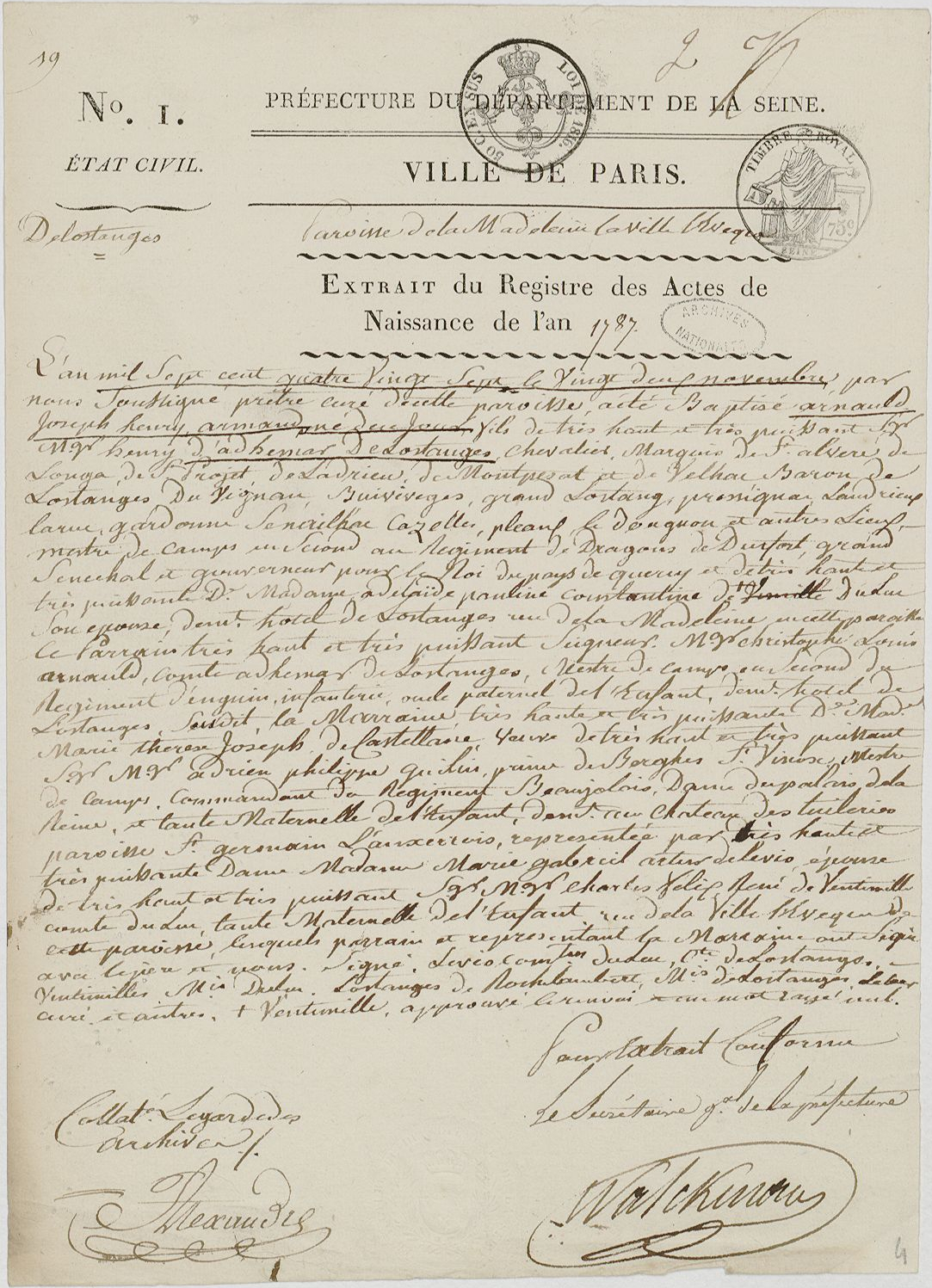
Geburtsurkunde Arnaud-Joseph de Lostanges 1787

- Geburtsurkunde Arnaud-Joseph de Lostanges 1787Arnaud-Joseph Henri Armand (* 22. November 1787 in Versailles; † 1848), der 5. Marquis Lostanges-de-Sainte-Alvère. Mit seiner Mutter ab 1801 repatriiert, trat er in die Armee ein. 1804 wurde er Unterleutnant im 96. Regiment der Linieninfanterie, nahm am Feldzug 1806 gegen Preußen teil, wurde 1807 vor Braumberg durch Kopfschuss verwundet, diente in Spanien, wurde in der Schlacht bei Talavera (1809) erneut verwundet, im März 1810 zum Leutnant befördert, wechselte Juni 1811 ins 1er Régiment de Chasseurs à pied der Vieille Garde, erhielt das Kreuz der Ehrenlegion am 5. Juni 1812 in Thorn und war schließlich Capitaine des 8. Regiments der Tirailleure der Jungen Garde. In der ersten Restauration von 1814 wurde er als Leutnant der Gardes françaises berufen, zog sich jedoch, nach der Rückkehr Napoléons aus Elba, mit seiner Mutter bis 1815 ins Périgord zurück. Er wurde seitens der Herzogin von Angoulême für eine royalistische Mission in der Dordogne geworben, die nicht mehr stattfand, wurde aber dafür zum Kommandant der 2. Kompanie der Grenadiere des sechsten Regiments der Garde royale und Chevalier de l'ordre royal de la Légion d’Honneur befördert. Nach dem Tod des Vaters wurde er zum Herrn von Sainte-Alvère 1807–1848. Er heiratete 1828 Marie Césarine de Lagrange de Gourdon, und das Paar bekam zwei Töchter.
- Charles-Louis-Arthur de Lostanges-de-Sainte-Alvère (* 25. September 1789 in Versailles; † 1855), Chevalier de Malte. Besuch der Militärschule in Fontainebleau 1805, Unterleutnant in der 3. Reserve-Legion in Rennes im Juni 1807.[4] Spanienfeldzug 1808 unter dem Befehl des Comte Dupont, dann nach der Schlacht bei Bailén Kriegsgefangener auf den Pontons vor Cadix, auf Cabrera, Mallorca und 1809 in Portsmouth, und sodann bis Dezember 1812 im schottischen Dumfries. Im Zuge eines Gefangenenaustauschs wurde er nach Morlaix verschifft und am 25. März 1813 Grenadierleutnant im 4. Regiment der Linieninfanterie bei Nancy. Mit dem 3. Bataillon dieses Regiments gelangte er im Oktober nach Magdeburg und wurde zum Capitaine befördert. In der Restauration wurde das Regiment am 29. Juli 1814 in Metz zum Regiment du Monsieur, und Charles-Louis erhielt das Kreuz zum Chevalier de l'ordre royal de la Lègion-d'Honneur am 17. März 1815. Während der Herrschaft der Hundert Tage war er, wie auch sein Bruder, an der royalistischen Insurrektion in der Dordogne beteiligt und wurde im Oktober 1815 auf Empfehlung der Herzogin von Angoulême Kommandant der 3. Kompanie der Grenadiere des vierten Regiments der Garde royale. Er heiratete am 25. Oktober 1825 die Aline Louise Elisabeth Turpin de Crissé († 1847) und hatte drei Töchter, die gegen Ende des 19. Jahrhunderts noch lebten[5]
- Charlotte Pauline Henriette de Lostanges (1786–1815); ⚭  I. im September 1812 M. de Saint-Mesme; ⚭  II. im Jahr 1814 Henry François Athanase Wlgrin de Taillefer, Archäologe

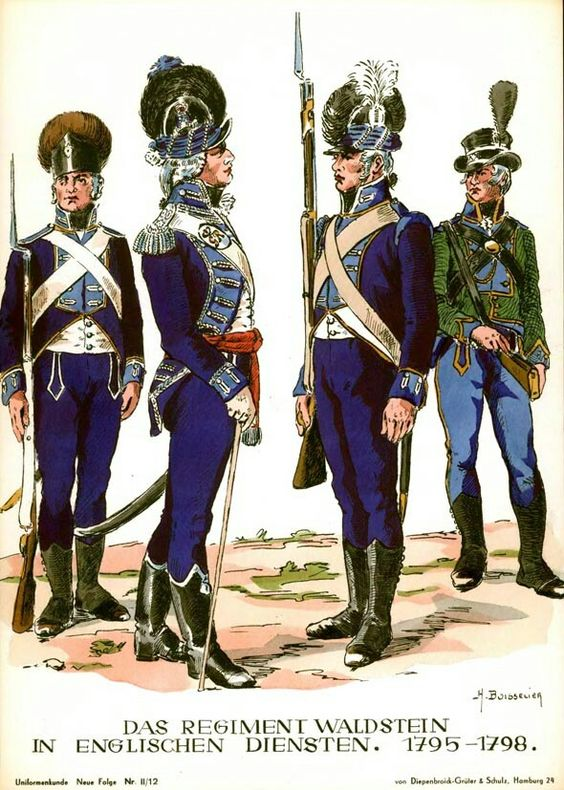
Regiment Waldstein

 Henris jüngerer Bruder, Christophe Louis Arnaud Adhémar, Comte, später Vicomte de Lostanges (* 31. Januar 1757 in Versailles; † nach 1815) stand ebenfalls als Militärperson in britischem Dienst in Übersee. Er trat 1771 freiwillig in das Régiment de dragons Belsunce ein, wurde 1773 Leutnant, 1779 Capitaine und hatte 1784 den Rang eines Lieutenant de Mestre de camps im Régiment d’Enghien. 1788 war er Colonel-attaché dieses Regiments. 1790 zum Chevalier des Ordre royal et militaire de Saint-Louis ernannt, emigrierte er  August 1791 mit seiner Familie und war danach in Tournai. Nach dem gescheiterten Feldzug 1792 in der Armée des Princes war er 1794 als Colonel-lieutenant des deutschen Régiments von Graf Waldstein (Regiment Mergentheim) in britischem Sold vorgesehen. Nach Einsatz in Martinique kehrte er 1800 nach London zurück, wo er zum Maréchal de camp befördert wurde. Im gleichen Jahr mit seiner Frau und der Tochter wieder in Frankreich, wurde er Jahre später, in der ersten Restauration, am 20. August 1814 als Brigadegeneral bestätigt und im selben Jahr zum Lieutenant der Garde du corps du roi ernannt. Mit dem Charakter eines Lieutenant-général trat er am 30. Dezember 1815 in den Ruhestand. Er hatte am 12. August 1789, St-Sulpice in Paris, Francoise-de-Paule Rose Angelique Marguerite Lenoir de Rouvray (* 1766; † 15. Mai 1852 Paris) geheiratet, und hatte mit ihr die Tochter Charlotte de Lostanges (1790–1861), die am 28. Januar 1811 mit dem Vicomte Loup de Virieu (1779–1864) verehelicht wurde.

## Hinweise und Quellen
1. ↑  Tochter des Paul-François Gallucio de L’Hospital-Vitri (* 13. Januar 1697; † 15. Oktober 1767), Marquis de L’Hospital et de Châteauneuf-sur-Cher, Seigneur de Saint-Germain, Coudron, etc., Chevalier des Ordres du Roi, Lieutenant-général des armées, Generalinspekteur der Kavallerie und Dragoner von Frankreich, Premier écuyer (Erster Stallmeister) der Madame Adélaïde, zuvor außergewöhnlicher Ambassadeur im Königreich beider Sizilien, dann Ambassadeur am Hof in Russland; und dessen Gattin Elisabeth-Louise de Boullongue, der Tochter des M. de Boullongue, Generalkontrolleur der Finanzen.
2. ↑  Der Großvater war der 3. Marquis de Sainte-Alvère, Arnaud-Louis Claude Simon de Lostanges (*1700; †1778 in Sainte-Alvère), Marquis de Montpezat, Baron de Limeuil, Lostanges, les Prés, le Vigan et la Bouffie, Seigneur de Cadrieu, Cazelles, Milloles, etc., Herr von Sainte-Alvère 1706–1778, Grand-Senechal und Gouverneur von Quercy, der mit Marie-Françoise de Larmandie de Longua (1700–1736) verheiratet war.
3. ↑  Henry Benjamin Wheatley: London, Past and Present: Its History, Associations, and Traditions Band 3 (John Murray, London 1891); Seite 18 (Digitalisat)
4. ↑  Eintrag in der Base Leonore Online, abgerufen am 12. Dezember 2020
5. ↑  Eintrag gw.geneanet.org, abgerufen am 12. Dezember 2020
6. ↑  Von Saint-Allais im Nobiliaire universel de France, Bd. 14, wird er als bei der Verteidigung von Saint Domingue 1792 im Dienst des Königs gefallen aufgeführt. In Akten der Freimaurer erscheint er, als Comte de Lostanges, von 1784 bis 1789 in der Loge von Saint-Jean-d'Écosse-du-Contrat Social Société Olympique.
7. ↑  Eintrag auf geneanet.org mit Scan von Originaldokument. Einsichtnahme am 28. November 2020

| Personendaten    | Personendaten                                |
| ---------------- | -------------------------------------------- |
| NAME             | Lostanges, Henri de                          |
| ALTERNATIVNAMEN  | Lostanges-de-Saint-Alvères, Henri Marquis de |
| KURZBESCHREIBUNG | französischer General                        |
| GEBURTSDATUM     | 13. Mai 1755                                 |
| GEBURTSORT       | Versailles                                   |
| STERBEDATUM      | 7. Juni 1807                                 |
| STERBEORT        | London                                       |